# Brauerei Hutthurm
Die Brauerei Hutthurm (auch Hutthurmer) ist eine Bierbrauerei im niederbayerischen Hutthurm, einem Markt im Landkreis Passau. Die Brauerei hatte 2008 eine Jahresproduktion von 70.000 Hektolitern, zu ihr gehört ein Bräustüberl.

## Geschichte
Bereits im Jahr 1577 verliehen die Grafen von Ortenburg mittels versiegelter Urkunde das Braurecht für die Zahlung von 1500 Talern. 1914 wurde die Brauerei an die Raiffeisenbank Hutthurm e.G. (heute Raiffeisenbank i. Lkrs. Passau-Nord e.G.) verkauft. Ende 2024 wurde die Brauerei an den Getränkehersteller Kunzmann aus Dasing bei Augsburg verkauft. Die Brauerei ist Betriebsstätte der Kunzmann GmbH & Co. KG.

## Biere

### Sorten
Die Produktpalette umfasst die Biersorten Urtyp Hell, Bayrisch Hell, Huadinger Helles, Huadinger Dunkles, Tradition-Export, Gourmet, Premium Pils, Hefe-Weisse, Dunkle Weisse, Leichte Weisse, Altbayrische Weisse, Radler und Huadinger Radler Naturtrüb. Als Saisonbiere werden angeboten der Kulinator zur Starkbierzeit, im Herbst die Ernte-Weisse und ab November der Winterzauber. Seit 2020 ist die alkoholfreie BLEIFREI-Produktpalette im Sortiment mit einem Hellen, einem Weissbier und einem Radler naturtrüb. Abgefüllt wird in Kronkorkenflaschen.

### Etikettengestaltung
Die Brauerei Hutthurm bietet für die Sorten Premium Pils, Huadinger Helles, Urtyp Hell, Huadinger Dunkles, Tradition Export und Hefe Weisse eine individuelle Etikettengestaltung an. Bedruckt mit diesen Etiketten wird das Bier dann von der Brauerei versandt.

## Alkoholfreie Getränke
An Erfrischungsgetränken werden 20 verschiedene Sorten wie Fruchtsäfte, Fruchtschorlen, Limonaden, Wasser und Wellnessgetränke produziert und vertrieben. Abgefüllt wird in Schraubverschlussflaschen.

## Sonstiges
Die Brauerei ist Mitglied im Brauring, einer Kooperationsgesellschaft privater Brauereien aus Deutschland, Österreich und der Schweiz.
Die Brauerei betreibt 12 Getränkedepots, davon eines in Oberösterreich.